# Верхние Котлы (платформа, Павелецкое направление МЖД)
Ве́рхние Котлы́ — остановочный пункт Павелецкого направления Московской железной дороги в Москве. Пересадка на одноимённую станцию МЦК.

## Название
Название дано по аналогии с остановочным пунктом МЦК. Верхние Котлы — название деревни, располагавшейся неподалёку.
Проектное название: Варшавская. Выбор властями Москвы такого названия ещё на этапе строительства вызвал недоумение у ряда исследователей городской топонимики из-за возможной путаницы, так как одноимённая станция метро расположена совершенно в другом месте.

## Расположение и пересадки
Построена на действующем перегоне Москва-Товарная-Павелецкая — Коломенское, на путепроводе над МЦК, в 50 метрах от станции Московского центрального кольца Верхние Котлы, с которой её связывает крытый наземный переход. Однако по факту станция была введена в эксплуатацию с открытым уличным переходом.

## Строительство

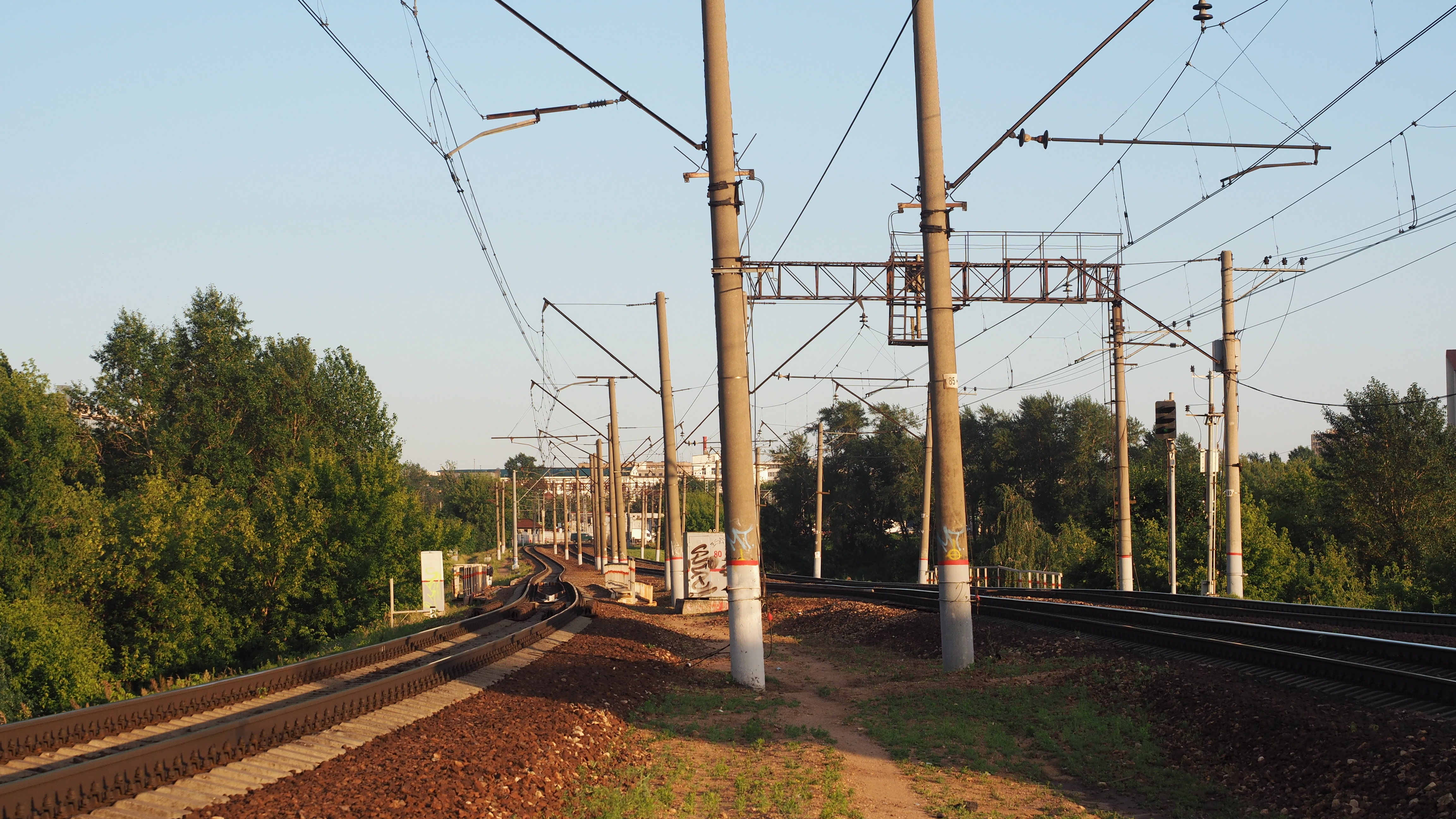
Место платформы Верхние Котлы перед строительством (2016)

В декабре 2017 года строились подпорная стена для дополнительного главного пути, пассажирский терминал и две платформы . По состоянию на 6 декабря 2018 года платформа была готова на 80%. Построить платформу предполагалось до конца 2018 года. В процессе строительства III путь был перемещён со старого двухпутного путепровода на новый западный, открытый в сентябре, двухпутный путепровод частично демонтирован, а между ним и новым построена островная платформа.
Открыта 25 декабря 2018 года в 23:00. Остановка электропоездов 6000-й нумерации (за редким исключением) на остановочном пункте была учтена в действовавшем c 9 декабря расписании. С 28 декабря на платформе введена остановка аэроэкспрессов в аэропорт Домодедово. С 14 января 2019 года введена остановка экспрессов Павелецкого направления.

## Архитектура и оформление

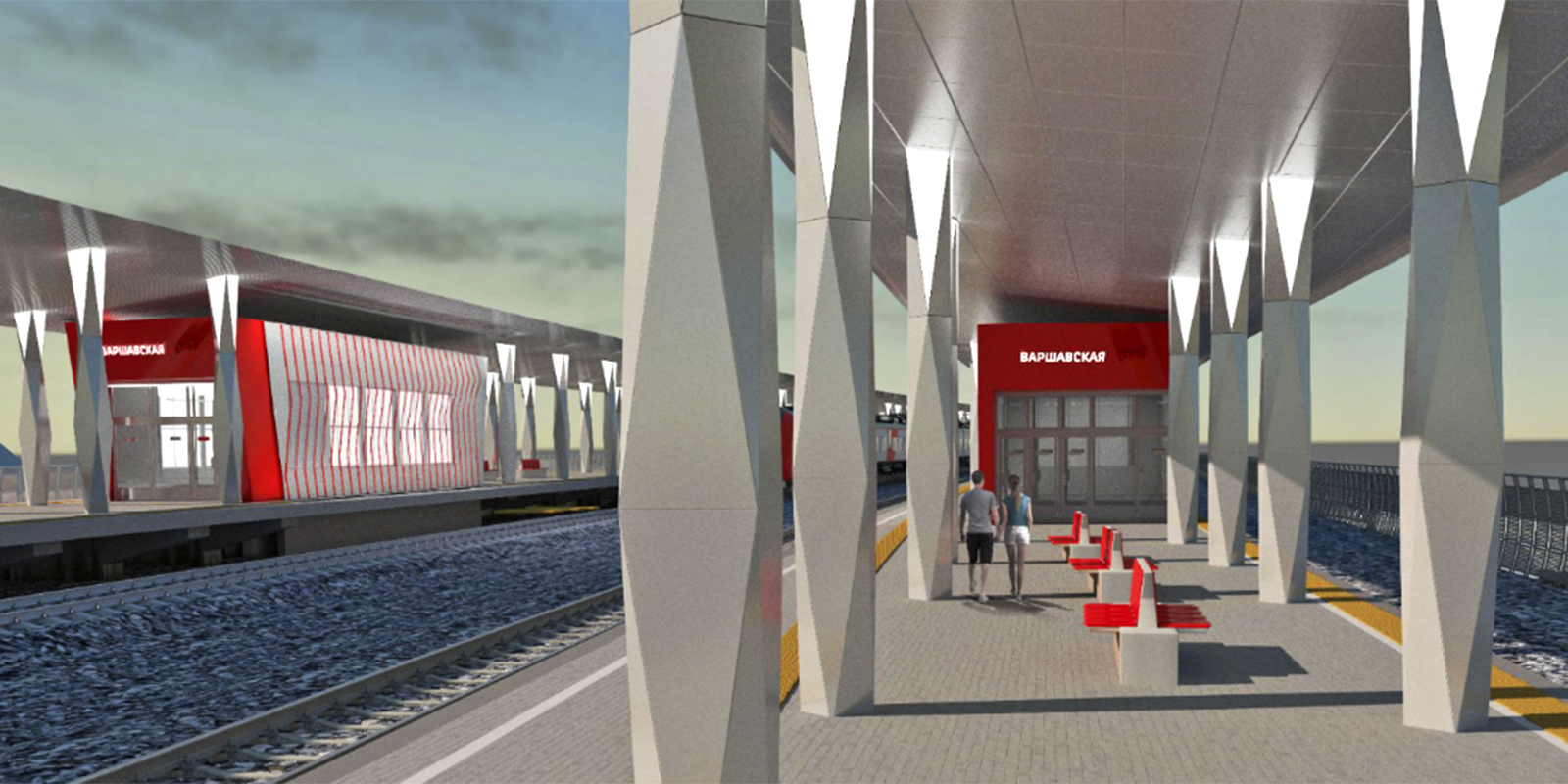
Проект остановочного пункта

Остановочный пункт включает в себя две высокие островные платформы, частично расположенные на путепроводе над МЦК. С платформ возможен выход на все три действующих пути Павелецкого направления, также учитываются перспективы постройки IV главного пути. Платформы связаны с турникетным павильоном, расположенным под путепроводом, эскалаторными наклонами и лестницами. Основными цветами оформления платформы являются красный и серый.
Согласно озвученным при строительстве остановочного пункта планам, дизайн его сооружений должен быть выполнен в стиле авангард. Предполагалось, что оформление будет содержать отсылки к работам художников-авангардистов Казимира Малевича, Любови Поповой и Эля Лисицкого. Проект предусматривал возведение конструкций, состоящих из ломаных линий,  имеющих асимметричную форму и навесов, поддерживаемых ромбовидными колоннами. Однако это оформление сделано к открытию не было. В настоящее время остановочный пункт доделали: облицованы колонны по изначальному проекту.

## Наземный общественный транспорт
На этой станции можно пересесть на следующие маршруты городского пассажирского транспорта:
- Автобусы: м86, м95, е85, с910, 944, с951, 965, н8
- Трамваи: 3, 16, 47, 49